# Slovenski kmečki upor
Slovenski kmečki upor (tudi Vseslovenski kmečki upor) leta 1515  je bil klasičen in največji in najbolj organiziran kmečki upor na slovenskih tleh. Trajal je kar 5 mesecev. Na višku je sodelovalo okoli 80.000 upornih kmetov.

## Žarišča
- Kočevsko - Turn
- Ljubljansko barje
- Polhograjsko
- Okolica Radovljice
- Bohinjski kot

## Vzroki
- 1) samovoljno povečevanje kmečkih bremen,
- 2) sprememba bremen iz denarnih v naturalne,
- 3) zmanjšanje kmečkih pravic do srenjskih (skupnih) zemljišč in gozda,
- 4) oviranje kmečke trgovine s strani fevdalcev in mest (mitnine, predpisane poti itd.)
- 5) na del kmečkega prebivalstva je vplivalo tudi vojskovanje z Benetkami (I. beneško- habsburška vojna 1508-16).
  - Zaprtje Italijanske meje

Nezadovoljstvo marca in aprila leta 1515 je maja preraslo v napade na gradove.

## Začetek upora
- 1) po neuspelem puntarskem zborovanju
- 2) po ustanovitvi kmečke zveze
- 3) po neuspelem posredovanju cesarskih odposlancev
- 4) po neuspehu kmečkega odposlanstva k cesarju

V Slovenskih Konjicah so se zborovali uporni kmetje, ki so peticijo s svojimi zahtevami poslali cesarju na Dunaj:
"Presvetli cesar, najmilostljivejši gospod! Mi ubogi ljudje, vsi in vsak med nami, pa tudi celokupna gmajna, ki smo sedaj vsi skupaj zbrani v Konjicah in vsa zveza od Kranjske do Ptuja, dajemo vašemu cesarskemu veličanstvu na znanje, kakšna velika krivica in obremenitev nam je povsod od naših višjih storjena bila." (Iz pritožbe kmetov cesarju Maksimiljanu, maja 1515)
Sprva se je cesar strinjal z njimi in jim obljubljal spremembe, a ko so se začeli upori, je stopil na plemiško stran in tudi s svojo vojsko pomagal plemiški.

## Zahteve
- 1) stara pravda
- 2) soodločanje pri davkih
- 3) odprava graščinske in fevdno-stanovske oblasti

Uspehi puntarjev na Kranjskem so vplivali na razmah uporništva na Štajerskem in ustanovitev kmečkih zvez na Koroškem. Na Goriškem z Gradiško pa ni prišlo do zaostritev razmer, saj so spore reševali po mirni poti cesarske komisije.

## Kazni
- Usmrtitev voditeljev
- Vsaka hiša, katere prebivalci so sodelovali pri uporu, je morala plačati kazenski fenning in goldinar